# Nastassja Revvo
Nastassja Revvo, Geburtsname Hahn,  (* 27. September 1994 in Berlin) ist eine deutsche Schauspielerin, Sängerin und Tänzerin.

## Leben
Revvo, die auch russische Wurzeln hat, war früh künstlerisch aktiv. Mit drei Jahren stand sie zum ersten Mal auf der Bühne. Sie sang im Kinderchor der Komischen Oper Berlin, ihre Ballettausbildung erhielt sie an der Staatlichen Ballettschule Berlin. Als Kind und Jugendliche wirkte sie in Opern- und Ballettaufführungen an der Komischen Oper Berlin, an der Staatsoper Berlin und an der Deutschen Oper Berlin mit.
Sie sang auf insgesamt 5 Alben der Musikgruppe Rumpelstil mit. In dem Märchenfilm Hänsel und Gretel (2006), der 2006 auch beim Kinderfilmfest der 56. Berlinale lief, stand Revvo, damals noch unter ihrem bürgerlichen Namen Nastassja Hahn, an der Seite von Sibylle Canonica (Hexe), zum ersten Mal vor der Kamera. Seither verkörperte sie verschiedene Rollen in Fernsehproduktionen. Unter anderem war sie 2011 in der Fernsehserie Die Stein an der Seite von Julia Stemberger in der Rolle der russischstämmigen Schülerin Ludmilla Barantschuk in insgesamt 12 Folgen zu sehen. Episodenhauptrollen hatte sie bisher u. a. in den Fernsehserien Ein Fall für zwei (2015; als jugendliche Mörderin Jennifer) und Notruf Hafenkante (2016; als Schülerin Clara, die sich nach einem geregelten Leben sehnt, mit Janna Striebeck als ihre Mutter). 
2016 spielte Nastassja Revvo in dem Theaterstück Honig im Kopf (nach dem gleichnamigen Film von Til Schweiger) unter Regie von René Heinersdorff die Rolle des Mädchens Tilda am Schloßparktheater Berlin, am Theater an der Kö in Düsseldorf und an der Komödie am Altstadtmarkt in Braunschweig. Die Uraufführung fand im Juni 2016 in Berlin statt. Weitere Aufführungen mit Revvo folgten in Berlin bis September 2016.
Außerdem ist Revvo als Hörspielsprecherin und Synchronsprecherin in verschiedenen Produktionen aktiv. Revvo wirkte in zahlreichen Hörspielproduktionen mit, u. a. für den SWR.
2016 war sie zudem in Mark Forsters Musikvideo Chöre zu sehen.

## Filmografie
- 2006: Hänsel und Gretel (TV), Regie: Anne Wild
- 2006: Vom Ende der Eiszeit (TV), Regie: Friedemann Fromm
- 2008: SOKO Wismar – Vier Frauen, Regie: Oren Schmuckler
- 2011: Die Dienstagsfrauen … auf dem Jakobsweg zur wahren Freundschaft (TV), Regie: Per Berglund
- 2011: Die Stein (TV-Serie), Regie: Peter Altmann
- 2012: Letzte Spur Berlin – Entzugserscheinung, Regie: Filippos Tsitos
- 2012: Wer küsst Dornröschen??, Regie: Rolf Losansky
- 2014: Nord bei Nordwest – Käpt’n Hook, Regie: Marc Brummund
- 2015: Ein Fall für Zwei – Grüne Soße, Regie: Hannu Salonen
- 2016: Notruf Hafenkante – Elbnixe, Regie: Maria Anna Rimpfl

## Hörspiele
- 2012: John Stephens: Emerald (Kate) – Regie: Robert Schoen (Kinderhörspiel (3 Teile) – SWR/WDR)

## Synchronsprecherin
- 2008: Keeping Up with the Steins als Karen
- 2008: S.O.S. - Ein spannender Sommer als Noora
- 2009: Das große Rennen – Ein abgefahrenes Abenteuer als Mary
- 2015–2018: Miles von Morgen als Miles